# Arthropoma cecilii
Arthropoma cecilii är en mossdjursart som först beskrevs av Jean Victor Audouin 1826.  Arthropoma cecilii ingår i släktet Arthropoma och familjen Lacernidae. Inga underarter finns listade i Catalogue of Life.